# Toots Zynsky

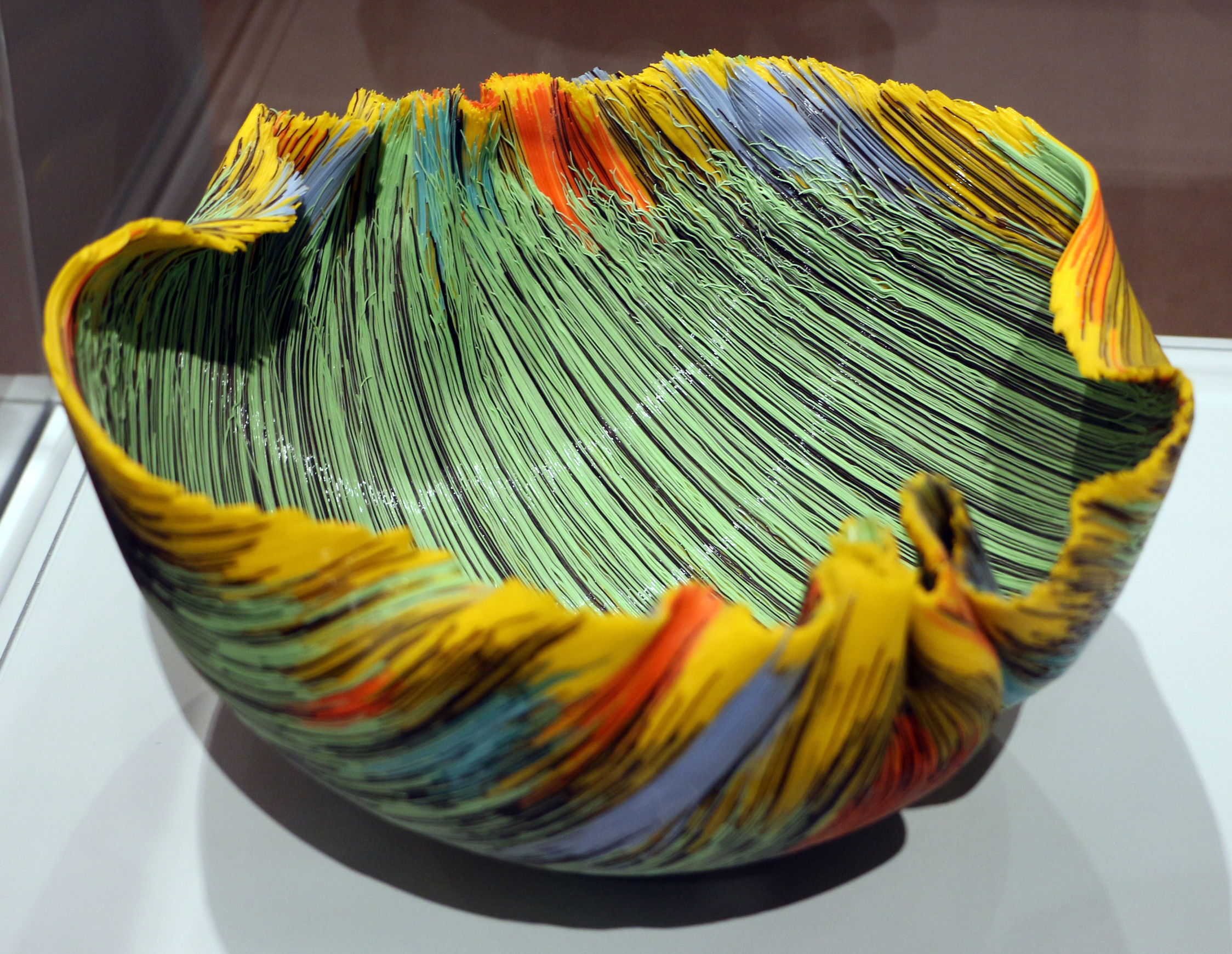
Bird of Paradise, 1987, no Speed Art Museum

Mary Ann Zynsky, mais conhecida como Toots Zynsky, (nascida em 1951) é uma artista norte-americana que trabalha com vidro.

## Carreira
O seu trabalho é conhecido por apresentar a técnica do filé-de-verre, em que fios finos são puxados de vigas de vidro. Zynsky mostrou o seu trabalho em exposições em todo o mundo. Ela projectou a tocha, em forma de prótese, para os Jogos Paraolímpicos de Inverno de 2002. Ela foi uma artista residente no Corning Museum of Glass em 2016. Em 2008, ela foi nomeada para o American Craft Council College of Fellows.
O trabalho de Synsky está incluído nas colecções do Smithsonian American Art Museum e do Seattle Art Museum.